# Евсеев, Иван Григорьевич
Иван Григорьевич Евсеев (9 [22] сентября 1914, Чириково, Владимирская губерния — 16 февраля 1968, Москва) — командир взвода связи миномётного батальона 17-й гвардейской механизированной бригады (6-й гвардейский механизированный корпус, 4-я танковая армия, 1-й Украинский фронт), гвардии старшина. Полный кавалер ордена Славы.

## Биография
Иван Григорьевич Евсеев родился в рабочей семье в селе Чириково Суздальского уезда Владимирской губернии (в настоящее время Суздальский район Владимирской области). Окончил 7 классов школы, работал слесарем на заводе в городе Владимир.
В 1936 году Бауманским райвоенкоматом Москвы был призван в ряды Красной армии. Участник Польского похода в сентябре 1939 года и советско-финской войны. На фронтах Великой Отечественной войны с 27 июля 1941 года. Оборонял Москву.
Работая командиром отделения взвода связи, гвардии старший сержант Евсеев обеспечивал бесперебойную связь между подразделениями. 8 августа 1942 года при наступлении стрелковых подразделений под сильным огнём противника он 11 раз выходил на линии связи устраняя обрывы и тем самым обеспечил бесперебойную поддержку пехоты. Он умело организовал личный состав отделения на чёткую работу на линии связи. 13—15 августа 1942 года, находясь на наблюдательном пункте под сильным огнём противника по 5-6 раз выходил на линию связи, устраняя повреждения. В то же время своим отделением прикрывал фланг пехоты перекрывая сектор в 300 метров. Несмотря на то, что линия связи систематически обстреливалась сильным огнём противника потерь личного состава в отделении нет. Приказом по войскам Западного фронта от 16 октября 1942 года он был награждён орденом Красной Звезды.
23 июля 1944 года в бою у города Перемышляны Львовской области гвардии старший сержант Евсеев, работая начальником направления связи, на передовом наблюдательном пункте под непрерывным обстрелом противника, чётко передавал команды на огневую позицию батареи. От ураганного огня противника часто рвалась связь, и Евсеев 15 раз выходил на линию для устранения порывов связи, чем обеспечил беспрерывное ведение огня батареей, отбившей 3 атаки пехоты противника. Был представлен к награждению орденом Отечественной войны 2-й степени. Приказом по 6-му гвардейскому мехкорпусу от 4 августа 1944 года он был награждён орденом Славы 3-й степени.
В боях в Польше, в районе Кельце в Свентокшикском воеводстве 14 января 1945 года, когда автоматчики противника проникли в расположение миномётного батальона, командир взвода связи гвардии старшина Евсеев поднял свой взвод в контратаку и взводом уничтожил 25 солдат противника. Сам лично в бою убил 9 солдат. В период марша батальона 15—19 января 1945 года в боях уничтожил 11 солдат противника. В бою 4 февраля 1945 года юго-восточнее города Глогув, при нехватке связистов, Евсеев сам лично устранил 11 порывов связи. Приказом по 4-й танковой армии от 13 марта 1945 года он был награждён орденом Славы 2-й степени.
18 апреля 1945 года командир взвода связи гвардии старшина Евсеев при форсировании реки Шпрее в районе города Шпремберг, невзирая на ураганный огонь противника, организовал бесперебойную связь батальона с передовыми наблюдательными пунктами, благодаря чему огнём батальона была обеспечена переправа пехоты. В этом бою было устранено 50 порывов связи, благодаря чему было обеспечено управление огнём батальона при форсировании реки. 19 апреля возле деревни Терпе в 5 км юго-западнее Шпремберга им была организована чёткая связь подразделений мотопехоты с батальоном, что дало возможность пехоте без потерь взять деревню. В этом бою было устранено 30 порывов линии связи, сам Евсеев устранил 10 порывов, что дало возможность управления огнём батальона и выходу пехоты на опушку леса севернее деревни. Указом Президиума Верховного Совета СССР от 27 июня 1945 года гвардии старшина Евсеев был награждён орденом Славы 1-й степени.
Гвардии старшина Евсеев был демобилизован в октябре 1945 года. Жил в Москве. Работал слесарем на заводе Министерства связи СССР.
Скончался Иван Григорьевич Евсеев 16 февраля 1968 года. Похоронен на Перловском кладбище.